# Verisme

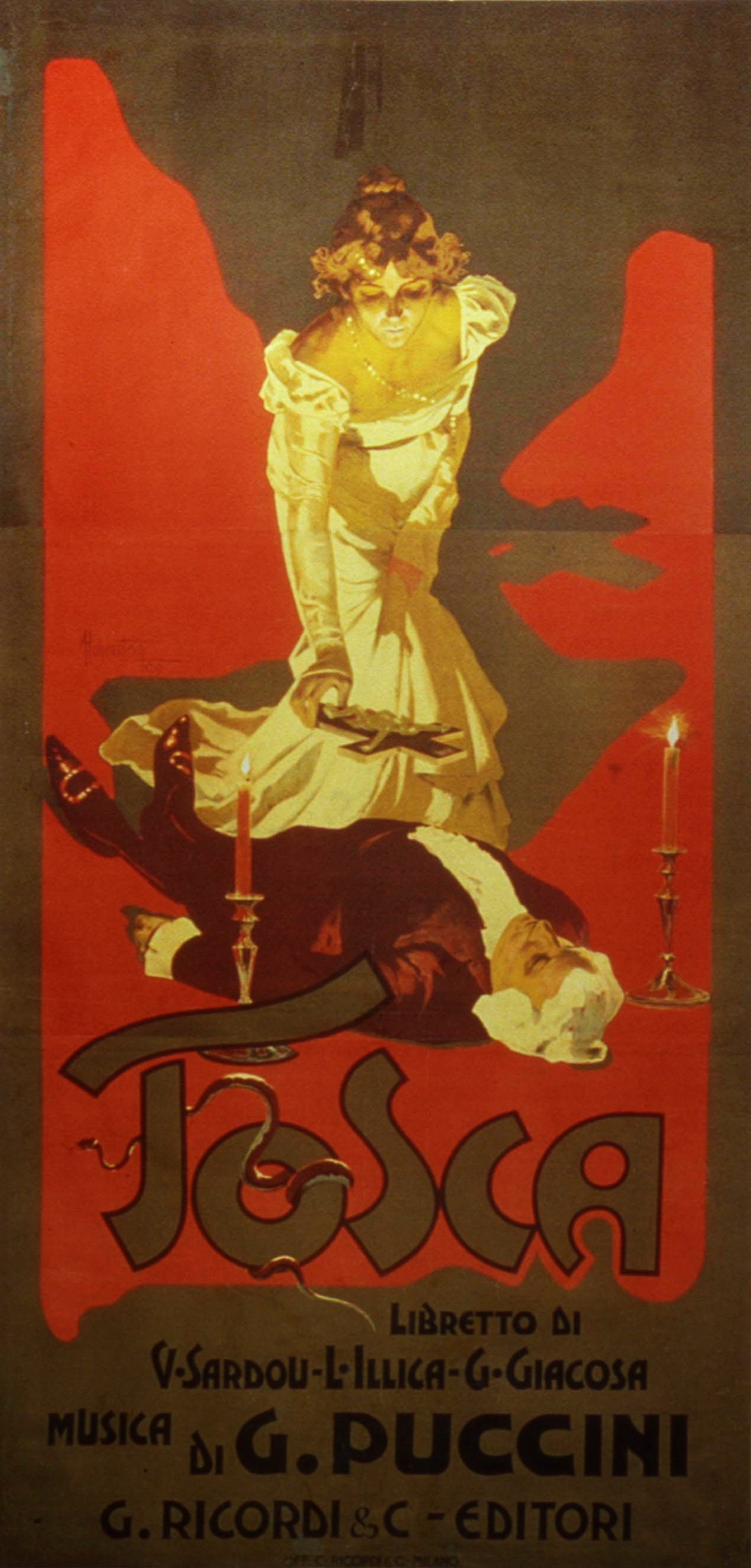
Cartell de Tosca, òpera verista de Puccini

El verisme (verismo en italià: realisme) fou la darrera escola operística del segle xix sorgida al voltant de 1890, i amb el seu començament es tanca el gran període de creació romàntica italiana.
Moviment iniciat ja per Verdi, Boito i Ponchielli, que es manifesta clarament per primer cop amb Cavalleria rusticana (1890) de Pietro Mascagni i I Pagliacci (1892) de Ruggero Leoncavallo. Retrata la duresa de la vida diària de les capes baixes de la Itàlia acabada de reunificar. A partir d'aquestes òperes en sorgeixen d'altres de similars que també han estat emmarcats en el verisme: d'autors com Cilea, Giordano, Catalani, Franchetti i Puccini. A aquest grup de compositors, nascuts després de 1850 i que aspiraven a esdevenir el successor operístic de Verdi, se'ls va conèixer com la Giovane Scuola italiana.
Pretén exposar la realitat tal com és, descrivint amb precisió realista moments de la vida diària i les emocions primàries dels protagonistes, gent senzilla i fins i tot marginals, deixant de banda les aventures sentimentals de la noblesa. Els autors pretenen demostrar que les passions humanes són les mateixes en totes les èpoques i per a qualsevol condició. La idealització romàntica desapareix i ja no es mitifica cap època o lloc. No es pot parlar d'autors veristes, sinó d'òperes veristes, perquè només alguns dels títols en reuneixen totes les condicions.
El verisme és un estil que requereix cantants de primera línia i un estil peculiar, molt cuidat, sempre a la vora de l'exageració.

## Origen literari
Tocant el final del segle xix, la literatura va voler plasmar la realitat, el reflex fidel del món, i va voler anar en contra de la idea de l'escriptura com a simple creació artística. Va pretendre així aplicar principis científics a l'art, confiant en la ciència per superar l'obscurantisme i l'escriptor havia d'escrutar la realitat en la recerca del "veritable", mostrant-se de forma gairebé documental, avalant la veracitat del document amb el principi de no-intervenció per part de l'autor, és a dir, explicant-ho a través d'un narrador impersonal.
A França, el moviment literari realista, liderat per Émile Zola, és un dels principals impulsors del naturalisme en el teatre; i d'allí a l'escena, on els actors afronten la necessitat de crear una nova forma d'interpretació que es faci portadora d'aquest anhel de «realitat», d'aquest reflex de la naturalitat. El Théâtre Libre d'André Antoine investiga la millor manera de plasmar la veritat en l'escena, i a Rússia Konstantín Stanislavski lidera aquestes idees en el Teatre d'Art de Moscou, on crea un mètode que ha arribat com a escola de interpretació fins avui: el mètode naturalista, més conegut, per la seva difusió universal, com «el mètode».
Els escriptors comencen a introduir escenaris i ambients locals i es refereixen a esdeveniments i costums contemporanis; això inclou la franca reproducció del dialecte, el no defugir del vulgar i la utilització de documents, cartes i memòries que emmarquen les circumstàncies dels esdeveniments descrits. A més, els protagonistes de les històries del naturalisme més ortodox pertanyen a l'estrat social més baix -pagesos, pastors, peons, miners- que fins a finals del segle xix, tret d'alguna excepció, només havien estat protagonistes en l'escenari d'obres còmiques, o de textos dialectals.
En el verisme, el narrador assumeix una posició neutral respecte del fet narrat i té molta cura de no influir amb les seves opinions, prejudicis, etc. En el verisme literari no hi ha descripcions inútils, comentaris, ni moralitats. Els diàlegs dels personatges no són explicats, ni resumits, sinó que els pensaments i sentiments dels personatges provenen de l'acció i els seus discursos.
A Itàlia, després de la unificació en un únic estat del 1861, el verisme va ser el primer moviment literari de caràcter nacional i va servir per explicar al poble italià les diferents realitats locals, en un país molt tancat en les fronteres regionals. Les dues figures més representatives van ser Luigi Capuana i Giovanni Verga, que van crear un estil persuasiu i documental a través del llenguatge i les seves estructures. En un clima ja una mica més decadent, els anys 1880, el verisme arriba al teatre en obres en prosa.

## Entrada en l'òpera
Tot i que trobem intencions realistes en òperes barroques i, sobretot, en l'anomenat gènere bufo, si ens centrem en el període que ens ocupa i en un intent d'establir una cronologia pel gènere verista en l'òpera, l'historiador Massimo Mila (1977) assenyala com a precursora Carmen (1875) de Bizet; d'altres, com René Leibowitz en el seu cèlebre Storia dell'opera, inclouen Manon (1884) de Massenet i La traviata (1853) de Verdi com a precedents.
L'òpera de finals del XIX se sent també contagiada d'aquest desig d'expressar la realitat, dins dels límits de naturalitat que suposa expressar-se necessàriament cantant. El verisme musical va arribar finalment de la mà del verisme literari, però amb les dificultats de transferir a l'òpera històries traçades per narradors veristes, delatant la impossibilitat de traduir d'un gènere a l'altre el mateix missatge sense desvirtuar-lo. Aquí sorgeix el problema, amb aquesta denominació una òpera verista és impossible, ja que requeriria que es fes música només quan la gent fa música normalment en el dia a dia i només podrien ser balls, cants de treball, cançons sacres, brindis, etc. Un verisme rigorós, tindria com a únic resultat la que sorgeix de la música popular o aquella que és practicada pel poble. D'aquí que s'afirma que el terme verista és incorrecte en la música.
Segurament per aquest motiu va costar a arribar i va ser breu. Alguns exemples, El mateix Puccini va renunciar a posar música al drama de G. Verga La Lupa en favor de llibret de La Bohème, inserit en el corrent anomenat neoromanticisme. També Mascagni va arribar a començar el 1895 un projecte de col·laboració amb Émile Zola, bastió del naturalisme francès, qui havia dissenyat un llibret extret del seu Nana i l'hi havia ofert perquè el convertís en una òpera. Tot i que es va realitzar la primera lectura del llibret, d'Ugo Ojetti, per Giulio Ricordi -que donava suport al projecte oferint la seva publicació-, un any després Mascagni no s'havia assegut encara davant el llibret, ocupat en la composició d'Iris (1898), una òpera adscrita al decadentisme.
El verisme va néixer a Roma, que el 1871 va esdevenir capital del nou regne d'Itàlia. En aquell moment Roma només era una ombra de la seva antiga grandesa, amb una població d'uns 200.000 habitants, gairebé la meitat que Nàpols. Per contribuir a restaurar el seu antic estatus, Roma necessitava un nou teatre d'òpera i, el 1888, el Teatro Costanzi va contractar al seu primer director, l'editor Edoardo Sonzogno, que ràpidament va prendre el protagonisme al poderós editor Ricordi tot anunciant un concurs d'òperes d'un sol acte per representar-se al seu teatre. Cal remarcar que hi van assistir fins a setanta-tres compositors, encara que el jurat va decidir ràpidament que el guanyador era Cavalleria rusticana de Pietro Mascagni, així començava el breu període verista.

### Cavalleria rusticana

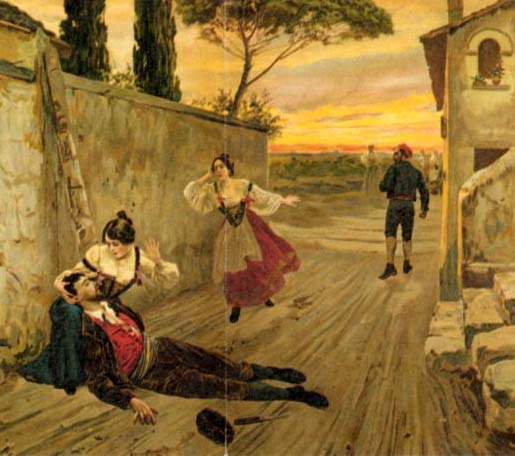
Detall d'una il·lustració en una edició primerenca de Cavalleria rusticana escrita per Giovanni Verga, circa 1880 (artista desconegut)

Cavalleria rusticana de Pietro Mascagni es pot considerar la primera òpera del verisme. Basada en el conte de Giovanni Verga sobre uns fets contemporanis d'un poble de les muntanyes de Sicília, retrata treballadors camperols, transportistes i gent local, amb assassinat inclòs. El 1880 Verga va publicar el relat Cavalleria rusticana, que contenia un breu relat amb tots els elements estructurals de la seva narrativa. Tres anys més tard, el 1883, el va editar en versió dramàtica. que es va estrenar a Torí el 1884, amb la cèlebre Eleonora Duse com a protagonista, recollint un èxit inesperat, que el va portar a ser traduït i representat a França i Alemanya. Mascagni va veure el drama representat a Milà el 1884 i de seguida es va posar a treballar en el projecte, però no es va estrenar fins al 17 de maig de 1890 al teatro Costanzi de Roma, amb ocasió d'un concurs operístic de l'editorial Sonzogno.
El concurs va generar un diluvi de noves obres entre les quals va emergir I pagliacci (1892) de Ruggero Leoncavallo, que va generar un gran èxit de taquilla i que gairebé sempre s'ha representat aparellada a Cavalleria, pels trets que tenen en comú. Les escenes són contemporànies; els caràcters són sovint rurals i generalment empobrits; les passions són extremes i condueixen a la violència. Hi ha una tendència en aquestes obres de barrejar aspectes sòrdids amb altres de sensacionalistes. Leoncavallo escrivia en el pròleg de la seva òpera: les escenes que veieu no són comèdia, són la pura realitat.
Malgrat l'èxit d'audiència, aquest genere no va atreure l'atenció dels seus creadors durant massa temps. Mascagni de seguida va canviar cap a la comèdia amb L'amico Fritz, Umberto Giordano, que havia agafat notorietat amb Mala vita, va compondre Andrea Chénier, una òpera que girava cap a un verisme més romàntic, i després Fedora, que ja s'apartava clarament.

### Puccini
El gran representant d'aquest corrent fou Giacomo Puccini (1858-1924) amb un gran realisme en les seves escenes, principalment a La Bohème (1896) i Tosca (1900). La primera descriu quatre artistes empobrits que viuen i treballen en un sòrdid entresòl a París, i la segona, ambientada a Itàlia, retrata un pres polític, un pintor, i una cantant.
A Madama Butterfly (1904) també s'hi contempla el verisme, encara que amb tints de glamour, ambientada en un món contemporani el qual tracta l'actitud poc honrosa d'un mariner americà cap a la seva estimada japonesa, la qual acaba força malament. En la seva darrera creació Turandot (1926), ja abandonaria aquest estil per entrar en el postverisme. Aquest nou estil, més rígid i agressiu, amb sentiments amorosos molt més explícits, va néixer durant els anys 1915 a 1920.
Umberto Giordano (1867-1948), és bàsicament conegut per la seva passada pel verisme amb Andrea Chénier (1896) i Fedora (1898). El mateix es pot dir de Francesco Cilea (1886-1950) amb L'arlesiana (1897) i Adriana Lecouvreur (1902).
Altres veristes foren Franco Alfano, Alfredo Catalani, Alberto Franchetti, Franco Leoni, Licinio Refice, Ermanno Wolf-Ferrari, o Riccardo Zandonai.
El verisme també va traspassar la frontera francesa amb Gustave Charpentier (Louise), i l'alemanya amb Ignatz Waghalter (Der Teufelsweg i Jugend) i Eugen d'Albert (Tiefland).

### Característiques musicals
El verisme va passar per diverses fases: va començar sent un gènere que tractava de centrar els seus temes en la vida quotidiana de la gent, ja sigui de la vida rural o dels estrats més modestos de la vida urbana, per obrir-se després a la temptació dels temes més exòtics de l'Extrem Orient, pel contrast en el qual es desenvolupen les passions humanes. El segle xviii, una època plena d'artificiositat també es converteix en un escenari preferit.
Les melodies són de gran força expressiva i bellesa. Els autors són hereus d'una rica tradició operística italiana, però van saber crear un estil aparentment nou, influït pel wagnerisme, però fidel a les convencions operístiques italianes. El discurs musical és continu, com la música de Wagner, però en aquest fluir constant estan intercalades les àries i els duets dels protagonistes, dels que el públic no estava disposat a prescindir. Ja no hi ha números tancats. En això pretén ser també més realista. A penes hi ha recitatiu i si n'hi ha, està integrat en el discurs. Adquireix una certa importància en aquest discurs musical el leitmotiv, tot i sense arribar al grau de desenvolupament o reiteració que té en Wagner. Desapareix, en general, qualsevol rastre de belcantisme, creant unes melodies directes que causen un fort impacte en l'espectador, amb un increment de la tensió, que sol conduir a uns finals en agut.
L'harmonia inclou les influències de les últimes tendències musicals que s'han anat donant, com les de Liszt i l'Impressionisme. L'orquestració és molt rica i complexa. L'obertura va desapareixent a poc a poc i en el seu lloc es destaca l'intermezzo, un interludi musical situat enmig d'un acte o entre dos actes i en el qual solen recollir els temes més característics de l'òpera. La música sol ser més descriptiva.
El verisme va quallar a la Itàlia de finals del segle xix i el seu origen coincideix amb el final d'una etapa que Verdi tancava amb Otello i Falstaff. És antiromàntic per naturalesa i deutor del naturalisme literari francès. Compositors com Puccini, Mascagni i Catalani van formar el que es va dir la Nuova Scuola, successors d'altres d'anteriors com Ponchielli, Boito i fins i tot Bizet. Una de les característiques especials del terme és l'ús d'esdeveniments contemporanis, simples i veritables, sense artificis estilístics. Però a la realitat també hi ha la presència de passions, de vegades incontrolades, esdevenint sovint una característica de la música verista.